# Jean-Paul Céré
Pour les articles homonymes, voir Céré.
Jean-Paul Céré, né le 19 avril 1967 à Pau, est un juriste et universitaire français, spécialiste de droit pénal, de droit routier et de droits de l'homme. Il est Professeur à l'université de Pau et des pays de l'Adour, président du Comité international des pénalistes francophones et président honoraire de l'Association française de droit pénal.

## Biographie

### Jeunesse et formation
Né le 19 avril 1967 à Pau (Pyrénées-Atlantiques), Jean-Paul Céré suit l'intégralité de sa formation juridique à l'université de Pau et des pays de l'Adour.
Titulaire d'un DEUG, d'une licence et d'une maîtrise en droit, il est major de promotion du DEA en droit pénal et sciences criminelles en 1993. Après avoir soutenu sa thèse sur Le contentieux disciplinaire dans les établissements pénitentiaires français à l'aune du droit européen, dirigée par Robert Cario, il obtient un doctorat en droit privé et sciences criminelles en 1998. Il soutient finalement son habilitation à diriger des recherches en 2002.

### Carrière universitaire
Une fois sa thèse soutenue en 1998, il est recruté comme maître de conférences par l'université de Pau et des pays de l'Adour où il enseigne en licence et en master. Depuis 2000, il dirige le master en droit de l'exécution des peines et droits de l'homme, formation unique en France en partenariat exclusif avec l'École nationale d'administration pénitentiaire. Il est également responsable du diplôme universitaire de droit routier depuis sa création en 2018.
Depuis mars 2021, il dirige le Centre de recherche sur la justice pénale et pénitentiaire (CRJ2P) au sein de l'Institut fédératif de recherche sur les transitions juridiques (IFTJ) dirigé par Denys de Béchillon.

### Activités et expertises
Il préside le Comité international des pénalistes francophones (CIPF) depuis 2010. Vice-président depuis 2007, il est élu en 2015 à la présidence de l'Association française de droit pénal (AFDP), section française de l'Association internationale de droit pénal. Le professeur Jean-Christophe Saint-Pau lui succède en mars 2020.
En 2007, il intervient en tant qu'expert auprès du directeur de l'Administration pénitentiaire en vue de la réforme pénitentiaire. Entre 2005 et 2008, il est juge de proximité au tribunal de grande instance de Pau, où il siège au tribunal de police et au tribunal correctionnel,.
Entre 2009 et 2010, il préside la commission chargée du suivi de la mise en œuvre des règles pénitentiaires européennes au ministère de la Justice. L'ensemble des membres démissionne en décembre 2010, « considérant que l'indépendance de la commission par rapport à la direction de l'administration pénitentiaire n'était pas garantie ».
Entre 2014 et 2015, il participe au Conseil national de l'exécution de la peine installé par Christiane Taubira, ministre de la Justice, afin de « faire comprendre à la société quel est le sens de la peine et comment on l'exécute ». Interrogé par Sud Ouest, il estime alors qu’il faudrait « construire de nouveaux établissements et envisager des prisons ouvertes sur le modèle de Casabianda, en Corse ». Lors de la publication de son livre La prison en 2016, il précise que « l'augmentation du parc pénitentiaire est une première réponse [...] mais qu'elle est insuffisante à résoudre la surpopulation sur le long terme ».
En 2018, il participe au groupe de travail constitué par l'Institut Montaigne sur la question du travail pénitentiaire et de la formation en prison, co-présidé par Jean-Marie Delarue.
En parallèle de ses activités académiques, il est régulièrement appelé comme expert en droit pénal et en droit pénitentiaire auprès du Conseil de l'Europe, de l'Union européenne, du Programme des Nations unies pour le développement, de la Commission nationale consultative des droits de l'homme et des assemblées parlementaires françaises. Par ailleurs, il donne de nombreuses conférences sur le droit de l'exécution des peines à l'étranger (Japon, Liban, Turquie, Brésil, Espagne, Canada, Sénégal, etc.).
Il est directeur des collections « La justice au quotidien » et « Bibliothèques de droit » aux éditions L'Harmattan.

### Engagement politique
En 2008, il intègre le groupe de réflexion sur le G10 formé par le député Jean Gougy (UMP). La même année, il figure en 11e place sur la liste « Pau avant tout » menée par le maire sortant Yves Urieta (ex-PS) lors des élections municipales à Pau, « par volonté de s'impliquer dans la cité ». Se disant « au centre droit », il se présente sur la même liste aux élections municipales de 2014 où il figure à la 5e place.

## Publications

### Ouvrages
- Le permis à points, Éd. L'Harmattan, 5e éd. 2013, (1re éd. 2001)[17].
- Procédures pénales d’exception et droits de l’homme, (dir.), Éd. L'Harmattan, 2011.
- Les systèmes pénitentiaires dans le monde, (dir. avec C. E. Japiassù), Éd. Dalloz, 2e éd. 2011.
- La prison, Éd. Dalloz, 2e éd. 2016.
- Les PV de stationnement, Éd. L'harmattan, 2003, 103 pp.
- Panorama européen de la prison (Dir.), Éd. L’Harmattan, 2002.
- Droit disciplinaire en prison, Éd. L’Harmattan, 2001.
- Le contentieux disciplinaire dans les prisons françaises et le droit européen, Éd. L’Harmattan, 1999.

### Codes
- Annotateur du Code de procédure pénale Dalloz.[réf. nécessaire]

### Chroniques
- Titulaire de la chronique de droit de l'exécution des peines à la Revue pénitentiaire et de droit pénal.
- Titulaire du panorama « Exécution des peines » au Recueil Dalloz.

### Encyclopédies
- Encyclopédie Dalloz[réf. nécessaire]
- Jurisclasseur[réf. nécessaire]